# Kodak Retinette IA

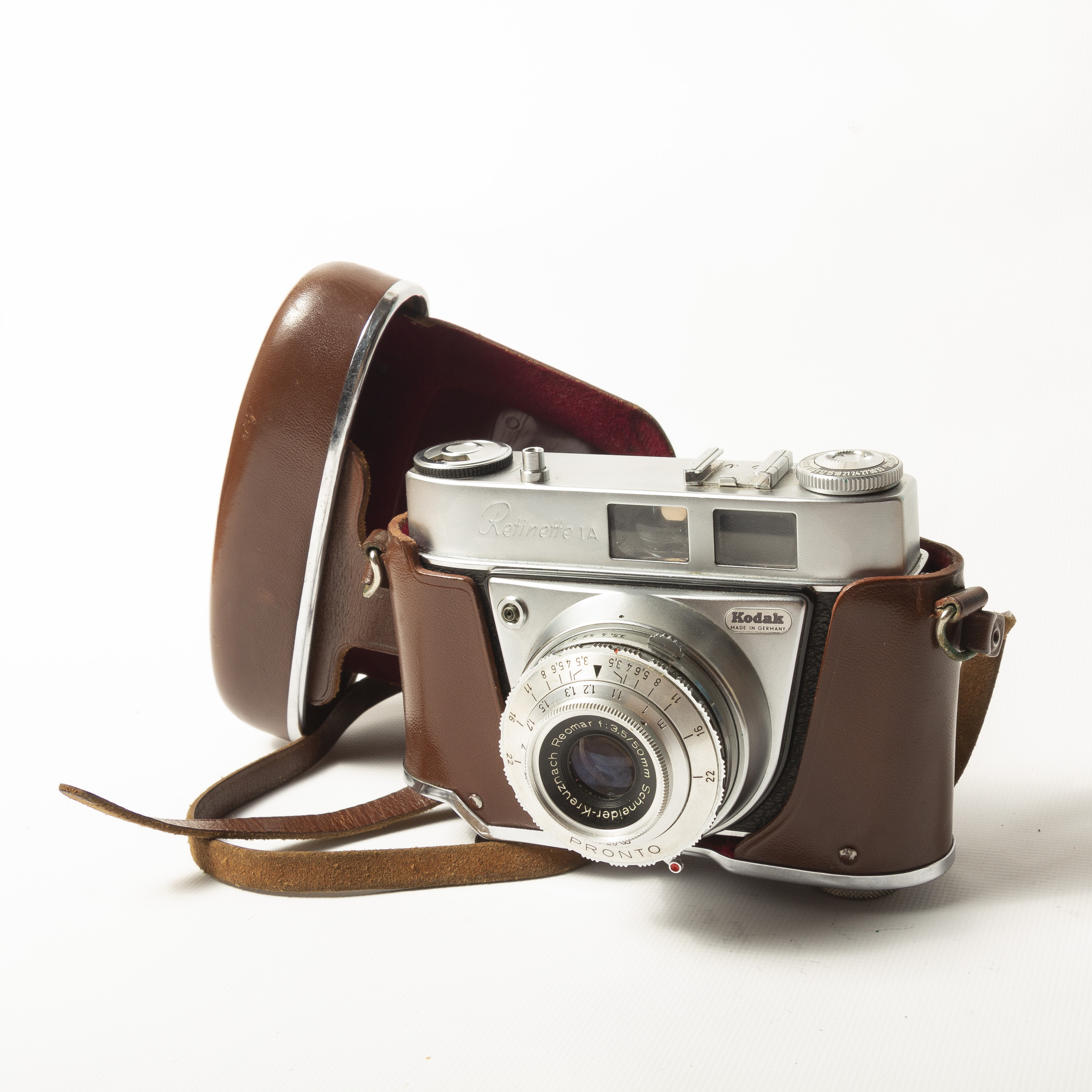
Kodak Retinette IA

La Kodak Retinette IA es una cámara fotográfica analógica fabricada por Kodak entre los años 1959 y 1969. Es una versión económica de la Retina que la empresa fabricaba desde 1939.

## Especificaciones técnicas
Usa un rollo de 135 mm y toma fotografías de 24x36 mm. Viene equipada con un objetivo marca Reomar de f/2,8 de apertura máxima f/22 mínima, un obturador marca PRONTOR con un rango de 1/30 a 1/250 utilizando el modo B.
El enfoque mínimo es de 1 metro pudiendo hacerlo hasta el infinito. Tiene tres opciones de enfoque: macro, rango medio y escenas, se puede escoger una de las tres moviendo una rueda selectora, y tiene un selector de escala de enfoque para seleccionar la distancia correcta que posee dos figuras, una roja y una negra ubicada en posición opuesta a una marca triangular. La figura roja indica pies y la negra metros.
Tiene un contador de fotografías junto al botón de disparo, zapata para incorporarle un flash, un temporizador, un anillo que permite seleccionar la profundidad de campo y otro para seleccionar la velocidad de obturación
Además tiene un visor que permite visualizar la composición de la fotografía a tomar encerrada dentro de un cuadrado blanco.

### El lente
Posee un lente marca Reomar de 45mm (con un diseño de tres elementos) que es un formato más aproximado al de 35mm que al de 50mm lo que logra una perspectiva más cercana a la realidad en las fotografías, el lente posee tres anillos que permiten configurar las tres opciones básicas, enfoque, velocidad de obturación y apertura.